# Isla de Onza
La isla de Onza (Illa de Onesa, Illa de Onceta) es una isla española de la provincia de Pontevedra situada a 600 metros al sur de la isla de Ons, con la que forma un archipiélago biinsular. Isla de 32 hectáreas, de forma rectangular, que tiene un perfil relativamente alto, con forma de ballena nadando (su cima alcanza los 68 metros de altura). Sus costas son escarpadas, si bien cuenta con dos pequeñas playas al norte y al sur, casi inabordables por estar bajo fuertes acantilados y bordeadas de arrecife. Está cubierta de vegetación arbustiva y, sobre todo en su parte occidental, es un importante lugar de nidificación de aves marinas. Pese a su tamaño carece de árboles y no cuenta con ninguna construcción salvo una barraca construida por los militares. Forma parte del parque nacional de las Islas Atlánticas de Galicia.
Pertenece administrativamente al municipio de Bueu.

## Etimología
El topónimo "Onza" es de origen céltico, de una raíz *en-/*on- 'agua, charco'.